# Ziulila
Ziulia era una ciutat de l'Imperi hitita, situada a l'est de Hattusa i prop de la ciutat de Samuha. Apareix citat en un document en hitita que parla d'una expedició de Mursilis II: 2.BoTU.48 = VAT.6165 = KBo.III.4, revers, columna 46.
Segons Forlanini, s'ubicaria a Bitik, prop d'Ankara.